# Église catholique à Monaco
L'Église catholique romaine en principauté de Monaco fait partie de l'Église catholique, sous la direction spirituelle du pape à Rome. Tout en ayant des liens forts avec l'Église catholique en France et l'Église catholique en Italie, le pays ne forme qu'un seul diocèse, l'archidiocèse de Monaco, qui n'est membre d'aucune conférence nationale.
Présente sur la côte ligure depuis l'expansion du christianisme aux premiers siècles, les traces les plus anciennes de l'Église à Monaco sont dans le vallon des Gaumates, à l'emplacement de l'actuelle église Sainte-Dévote.
En 2013, le catholicisme, en plus d'être, en vertu de l'article 9 de la Constitution de Monaco, la religion d'État de la principauté de Monaco, est aussi la religion de 82.5% de sa population.

## Histoire

### Dans l'Antiquité, des chrétiens dans le vallon des Gaumates
La Ligurie aurait été évangélisée par saint Nazaire et saint Celse qui, arrêtés à Vintimille, auraient subi le martyre à Rome sous Néron. Aucun fait relatif aux chrétientés de la région n’est, du reste, à relever jusqu’aux persécutions de Dèce et de Dioclétien. Selon la tradition populaire, la foi arrive à Monaco avec sainte Dévote. Après avoir subi le martyre en Corse vers l’an 304, sa dépouille, portée par les vents serait arrivé sur le rivage de Monaco, à l’entrée du vallon des Gaumates. Quoi qu'il en soit, une présence chrétienne est attestée en ce lieu par les titres les plus anciens relatifs à la région de Monaco, c'est-à-dire au XIe siècle. On retrouve là un prieuré dépendant de l’abbaye de Saint-Pons.
En 1075, l’église de Sainte-Dévote, au vallon des Gaumates, était comprise dans les restitutions que les seigneurs de Nice font à l’abbaye de Saint-Pons; en 1078, quelques habitants de La Turbie ont fondé, au port même de Monaco, une autre église sous le vocable de Sainte-Marie, qu’ils ont donné à Archambaud, évêque de Nice. Ce lieu était probablement redevenu un petit centre de population.
Ainsi, le territoire génois de Monaco relève alors de deux juridictions ecclésiastiques différentes, de l'abbaye de Saint-Pons pour certains droits, et de l’évêque de Nice, théoriquement, pour la juridiction spirituelle et administrative; une situation d'incertitude qui sera source de tension jusqu'à l'établissement d'une hiérarchie ecclésiale propre à Monaco.

### Au Moyen Âge, des Guelfes sur le Rocher
Des querelles intestines agitent Gênes durant le XIIIe siècle. Les Guelfes, représentés par les Grimaldi - sont partisans du pape, et les Gibelins - représentés par les Doria et les Spinola notamment - sont favorables à la politique impériale.

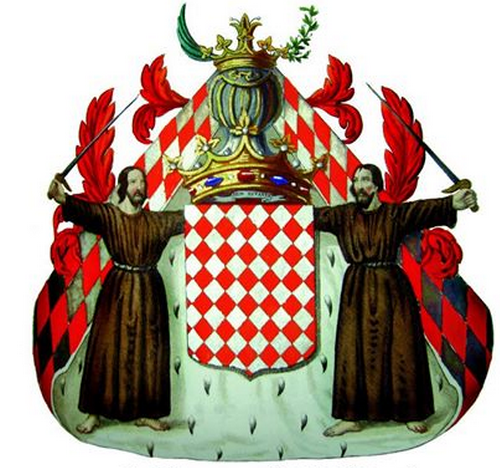
C'est vêtu en habit de franciscain que François Grimaldi, dit Malizia, parvient à s'emparer de la forteresse génoise du rocher de Monaco au nom de son cousin Rainier. Ce qui explique la présence de deux franciscains armés sur les armoiries des seigneurs de Monaco.

Après la prise de Monaco par les Grimaldi, la bulle Pro Puritate d’Innocent IV en confirme, le 6 décembre 1247, accorde le droit perpétuel d'ériger une chapelle sur le Rocher, près du Château Neuf, et la possession à l’abbaye de Saint-Pons en vertu de ses anciens droits sur le rocher. La même année, le même pape autorise l’érection dans le Château Vieux d’une autre chapelle réservée aux Génois habitant Monaco ou y étant de passage, dont le chapelain était à la nomination de l’archevêque de Gênes. Dédiée à Saint Jean-Baptiste et déplacée dans l’intérieur de l’édifice sous Honoré II, cette chapelle est encore la chapelle du Palais.
Tout au long du Moyen Âge, Monaco fait preuve d'une indéfectible fidélité au pape. Ainsi, le pape se tourne souvent vers les Monégasques et sait pouvoir compter sur leur soutien. Ainsi, Benoît XII, le 18 octobre 1339, se tourne vers le roi Robert et les habitants de Monaco pour s'engager dans une croisade pour résister contre les Sarrasins qui avaient envahi et occupé les terres du roi de Castille. Plus tard, Clément VI invite les habitants de Monaco par une missive envoyée à Antoine et Charles Grimaldi, à rejoindre la croisade du Roi Alphonse de Castille contre les Maures d'Espagne. Pendant le Grand Schisme d'Occident, les Grimaldi se montre des "ardents défenseurs du trône de Saint-Pierre", et des cardinaux schismatiques sont ainsi arrêtés par Rainier II Grimaldi en septembre 1398 alors qu'ils sont en escale à Menton, après avoir dérober le pape Urbain VI.
Pour répondre à l'accroissement de la population, la construction de l'église Saint-Nicolas est alors entreprise, qui sera à l'origine de l'actuelle cathédrale.

### La Renaissance d'une principauté catholique
À partir de la Renaissance, Monaco s'affirme comme une véritable principauté catholique. La première visite d'un souverain au Pape a lieu en 1450 quand Jean Ier et sa femme Pomelinne se rendent à Rome à l'occasion du Jubilé décrété par Nicolas V. Ces visites officielles continuent jusqu'à ce jour, notamment par le prince Rainier III et le S.A.S. Albert II auprès du pape Benoît XVI et du pape François.
La dévotion des Monégasques envers sainte Dévote se développe aussi à l'époque. Le 4 septembre 1476, une indulgence perpétuelle est accordée à ceux qui travaillent à la restauration et l'agrandissement de la petite église du vallon des Gaumates, à l'instigation de Lambert Grimaldi.

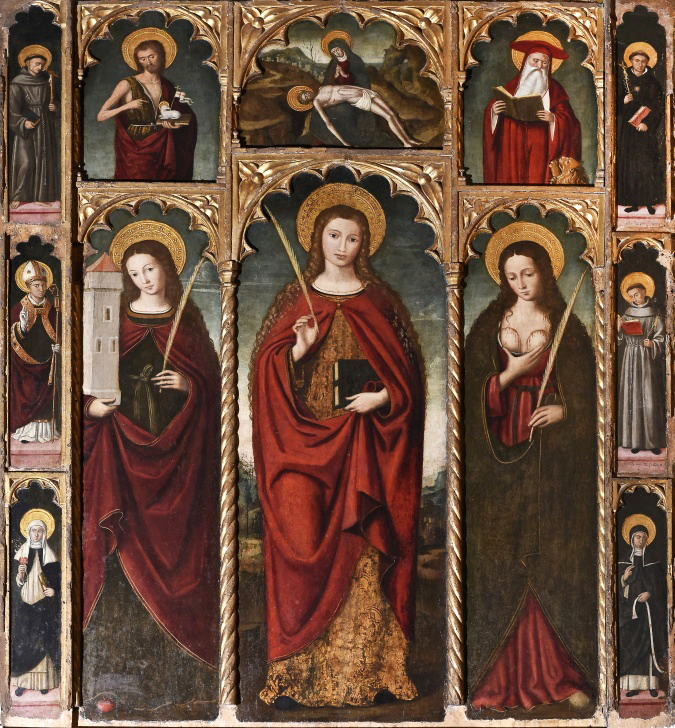
Louis Bréa a aussi consacré à sainte Dévote un retable commandé en 1513 par Françoise Grimaldi, et conservé dans l'église paroissiale Sant'Antonio de Dolceacqua.

À l'occasion du Jubilé de 1500, une souscription publique est ouverte pour l'achat d'un retable destiné à l'autel majeur de l'église Saint-Nicolas. C'est l'origine du chef-d'œuvre de Louis Bréa, actuellement conservé à la cathédrale.
Un sursaut de dévotion est provoqué par la peste de 1631. Celle-ci s'arrête le 21 novembre, fête de la Présentation de Marie au Temple. On érige un ex-voto et une statue de la Vierge dans la rue Basse, et l'année suivante, Honoré II propose à ses sujets le vœu très solennel de célébrer chaque année la fête de la Présentation, date qui marquer la fin du fléau. À l'occasion de la peste, des confréries s'illustrent en portant secours à la population du Rocher et en se chargeant de l'ensevelissement des morts. La confrérie des Pénitents Noirs est créée le 22 mai 1639 et s'installe le 28 janvier 1646 dans une nouvelle chapelle érigée sur le Rocher et consacrée à la Vierge de la Miséricorde. Celle-ci deviendra le 12 octobre 1813, par fusion de deux anciennes confrérie, l'origine de l'actuelle vénérable archiconfrérie de la Miséricorde, dont les princes souverains sont prieurs d'honneur L'épouse d'Honoré II, Ippolita Trivulzio, apporte aussi la marque de sa propre dévotion romaine; elle est en effet liée par sa mère à Louis de Gonzague, un jeune novice jésuite mort prématurément, qui sera donné en modèle de sainteté pour toute la jeunesse. Juste après sa béatification mais bien avant sa canonisation, sa vénération solennelle en principauté est accordée par l’évêque de Nice, monseigneur Marenco, de même qu'un oratoire privé lui est dédié au Palais.
Après elle, Catherine Charlotte de Gramont, épouse malheureuse de Louis Ier, fonde en 1663, à Monaco, un couvent de l’ordre de la Visitation, destiné à des religieuses d’origine aristocratique.
Un témoin privilégié de cette époque est le curé de Saint-Nicolas, Don Dominique Pacchiero, dont les chroniques sont un précieux témoignage sur la vie de la Principauté et de l'Église à Monaco au XVIIe siècle
En 1699, le prince Louis I est envoyé par Louis XIV comme ambassadeurs du roi de France auprès du Saint-Siège. Sa sœur, Isabelle Grimaldi, de retour de Terre Sainte où elle avait contracté la lèpre, invoque Notre-Dame et après avoir obtenu une guérison miraculeuse, elle fait édifier sur le chemin de la chapelle de Puypin, au lieu de l'actuel monastère de l'Annonciade, quinze oratoires consacrés aux mystères de la Vierge.

### De la Révolution à aujourd'hui, une Église libre à Monaco
Le 22 octobre 1792, le général d'Anselme, entré à Nice, envoie à Monaco un ses bataillons pour l'occuper, et ériger un arbre de la liberté. Le 23 février 1793, la "Société populaire et montagnarde", s'affilie au Club des jacobins. Cette société, dont certains membres se révèlent particulièrement hostile à l'idée religieuse, occupe l'oratoire des Pénitents noirs; certains veulent saccager le lieu, mais par miracle, la statue de la Vierge de la Miséricorde, qui est encore aujourd'hui sur l'autel, est protégée des iconoclastes.
Alors que Monaco est rayé de la carte, jusqu'au congrès de Vienne durant tout le premier Empire, l'évêque de Nice est l'administrateur de Monaco, et Honoré IV, qui recouvre ses états en 1815, est obligé d'accepter cette ingérence.

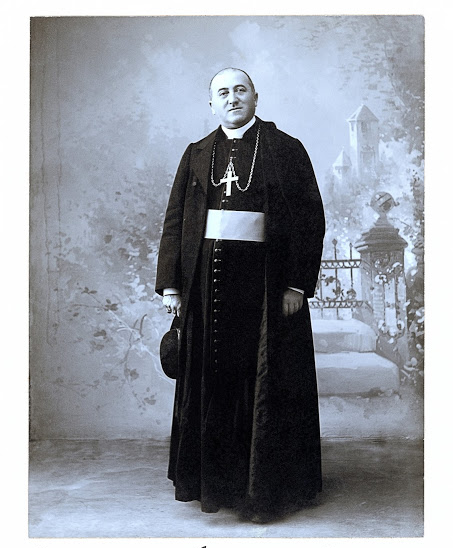
Sous l'épiscopat de monseigneur du Curel, 2e évêque de Monaco, le prélat catholique et compositeur, monseigneur Perruchot, développera la beauté du chant et de la liturgie à la cathédrale de Monaco.

Un Concordat est signé en 1822, qui ne met pas au clair la situation du patronage du Prince sur l'Église à Monaco. La nomination du curé Ramin à Saint-Nicolas, en 1865, est l'occasion de tension entre l'évêque de Nice et la Principauté. Charles III reprend alors les négociations avec le Saint-Siège qui aboutissent le 30 avril 1868 à la création d'une abbaye nullius diocesis à Monaco, ayant à sa tête un Abbé dépendant directement de Rome. L'expérience monastique, dirigée par Dom Romaric Fulgi, de l'abbaye de Subiaco, est assez brève et non concluante. Après des négociations laborieuses, la bulle pontificale Quemadmodum du 15 mars 1886 érige l'abbaye nullius en évêché dépendant directement de Rome. Monseigneur Theuret est son premier évêque. Ce n'est que par la convention signée le 25 juillet 1981 entre le Saint-Siège et le prince de Monaco que le droit de patronage et de collations des bénéfices ecclésiastiques sera définitivement aboli, et que Monaco sera élevé au rang d'archevêché. Désormais, la nomination de l'archevêque de Monaco dépend directement du Saint-Siège; pour autant, le Gouvernement princier poursuit et maintient son engagement dans la gestion des œuvres paroissiales et religieuses nécessaires à un développement positif de l'activité de l'Église.
Ainsi, à travers l'époque moderne, l'Église à Monaco gagne en liberté. Une congrégation dominicaine, les Dominicaines de la Sainte Famille, est fondée à Monaco en 1871 par mère Thérèse Émilie Bourget pour s’occuper des enfants abandonnés. Les Jésuites, arrivés en Principauté en 1861, exercent une certaine influence, qui déplait à certains français, notamment en raison de leur position critique à l'égard de la construction du casino de Monte-Carlo. Certains vont jusqu'à faire courir le bruit de leur prochaine expulsion, qui est démentie en plus haut lieu par L'Osservatore Romano, le Journal de Monaco, et la revue jésuite La Civiltà Cattolica. À l'occasion des lois de séparation de l'Église et de l'État en France, Monaco devient un refuge pour nombre de congrégations religieuses, malgré les tendances anti-cléricales du prince Albert Ier. Dans la nouvelle cathédrale érigée sur le Rocher, le prince Albert Ier et l’évêque de Monaco font appel, en 1904, à monseigneur Perruchot, musicien réputé, pour organiser définitivement une formation chorale qui deviendra très vite un chœur célèbre à l'origine des Petits Chanteurs de Monaco. Dans les années 1930, la figure du père Marie-Eugène de l'Enfant-Jésus, qui fondera plus tard l'Institut Notre-Dame-de-Vie, devient prieur du couvent des Carmes, et désire proposer une vie de prière aux monégasques, malgré la récente agitation à Monte-Carlo. L'essor économique de la Principauté amène aussi avec elle une certaine pauvreté, à travers l'immigration. Des jésuites, comme le père Jean Boulier, se distingue par leur engagement auprès des classes populaires dans les banlieues monégasques. D'autres, comme le père Pedro Arici, protègent de nombreux juifs pendant la Seconde Guerre mondiale.

### Depuis le Concile Vatican II, entre tradition et modernité
L'après-guerre est marquée par un fort essor économique à Monaco, et une apparition sur la scène internationale. Aussi, si l'Église à Monaco s'engage pleinement dans la modernité, elle n'en reste pas moins attachée à son patrimoine, en maintenant vives les traditions séculaires comme la procession du Christ-Mort, la Fête-Dieu, ou la fête de la Sainte-Dévote.
L'époque est notamment marquée par le mariage du prince Rainier et de la princesse Grace Kelly. Après le mariage civil célébré le 18 avril 1956 dans la salle du trône du palais, le mariage religieux célébré par l'évêque de Monaco, monseigneur Gilles Barthe se déroule en la cathédrale de Monaco le 19 avril 1956, en présence de 600 invités ; le « mariage du siècle » retransmis en direct en Eurovision dans le monde entier, est suivi par trente millions de téléspectateurs.
Monaco participe aussi au concile Vatican II, en la personne son évêque, monseigneur Jean Rupp, qui sera aussi à l'origine du renouveau du scoutisme en France, étant le premier évêque à soutenir la création des Scouts unitaires de France.
Avec la création du Festival international du Cirque de Monte-Carlo, une nouvelle tradition est créée à Monaco. Dès l’inauguration du festival, en 1974, une messe dominicale est célébrée sous le chapiteau en présence du prince Rainier III et de la famille princière. Dès la 2e édition, une dimension œcuménique apparaît dans les vœux de nouvel an adressés par les communautés chrétiennes de la région. Le troisième festival est salué, cette fois, par un message commun des Églises anglicane, arménienne, catholique, réformée, orthodoxes grecque et russe. Depuis l’extension du terre-plein de Fontvieille, la messe est maintenant proposée à l'église Saint-Nicolas de Fontvieille. Depuis 2002, le Festival s'associe à la Semaine de Prière pour l’Unité des Chrétiens en proposant en plus une célébration œcuménique avec tous les artistes sous le chapiteau de Fontvieille. Ce rassemblement annuel est aujourd'hui le plus grand rassemblement annuel de chrétiens sur la Côte d'Azur.
Par ailleurs, le diocèse prend aussi en compte de l'évolution des migrations, et notamment le tour dramatique que celles-ci prennent, depuis le début de la crise migratoire à Vintimille, celle-ci s'engage, au travers de Caritas Monaco, pour l'accompagnement des migrants isolés.

## Statut
En vertu de la Constitution de Monaco (art. 9) le catholicisme est la religion officielle de la principauté de Monaco. C'est aussi la religion de la majorité de la population. La liberté religieuse est toutefois garantie par la constitution.

## Organisation

### Archevêque
L'archevêque de Monaco a l'autorité apostolique sur l'Église particulière de Monaco. Depuis le 21 janvier 2020, monseigneur Dominique-Marie David est l'archevêque de Monaco.

### Clergé
Le clergé de l'Archidiocèse de Monaco est au service de l'Église à Monaco, et dans la paroisse du Saint-Esprit, qui comprend les églises de Cap d'Ail, Beausoleil, et La Turbie. Une trentaine de prêtres, diocésains et religieux, ainsi que trois diacres composent actuellement le clergé de Monaco. Le clergé de Monaco, bien que de taille réduite, est aussi relativement stable: le nombre de prêtres diocésains est passé de 20 à 1949, à 18 en 2013. Leur charge pastorale à elle par ailleurs considérablement augmentée, la population étant passée de 23 000 habitants en 1949 à 37 308 habitants en 2016. Certains des prêtres de Monaco sont envoyés en mission en dehors du diocèse, comme fidei donum. C'est le cas du père Pierre Dumoulin, qui a été missionnaire en Ouzbékistan, ou du père Philippe Blanc, actuellement curé à Fribourg, en Suisse, et postulateur de la cause de canonisation du cardinal Charles Journet.

### Congrégations
Les religieux sont présents, au moins en apparence, depuis les origines de la dynastie des Grimaldi selon une légende sur le fondateur François Grimaldi dit Malizia (François la Malice), descendant d'Otto Canella, consul de Gênes en 1133 : selon cette légende, dans la nuit du 8 au 9 janvier 1297, le guelfe François Grimaldi, ne disposant que d'une petite armée, s'empare de la forteresse par la ruse. Déguisé en moine franciscain (par coïncidence, « monaco » veut dire moine en italien, il pénètre avec un de ses compagnons (lui aussi vêtu d'une bure de moine) dans la forteresse sans attirer la méfiance, pouvant ainsi ouvrir à ses soldats qui s'en emparent facilement. De cet épisode naît son surnom, Malizia, et les armes de Monaco : deux franciscains armés d'une épée. Si les Franciscains existent depuis leur fondation par François d'Assise et leur reconnaissance par le pape Innocent III en 1210, le premier couvent dans la région, celui de Cimiez à Nice, ne sera fondé qu'en 1546.
Pour autant, Monaco accueillera au cours des siècles de nombreux religieux, et même quelques fondations. C'est ainsi que vers 1675, Charlotte de Gramont, épouse du prince Louis Ier fonde le couvent des Visitandines sur le Rocher pour les jeunes filles de Monaco.
À la fin du XIXe siècle, certaines congrégations s'opposeront à la construction du casino à Monte-Carlo, et les jésuites en seront notamment expulsés temporairement de la Principauté. Plus tard, de nombreuses congrégations religieuses afflueront à Monaco à la suite des lois anti-cléricales en France. Une congrégration de religieuses dominicaines, les Dominicaines de la Sainte Famille, sera fondée à cette époque. Certaines grandes figures, comme le père Marie-Eugène de l'Enfant-Jésus, au couvent des Carmes, fondateur de l'Institut Notre-Dame de Vie ou le père Pedro Arici, à l'église jésuite du Sacré-Cœur, "apôtre de la charité", et grand protecteur des juifs pendant la Seconde Guerre Mondiale, marqueront de leur présence l'Église à Monaco.
Actuellement, six congrégations religieuses sont présentes à Monaco: les Oblats de Saint-François de Sales à l'église Saint-Charles, les Carmes Déchaux et l'église des Carmes, les Dominicaines de la Sainte Famille, les Filles de la Charité de Saint-Vincent de Paul à l'église de Cap d'Ail, les Oblates de la Vierge-Marie de Fatima à la cathédrale, et les Petites Sœurs de l'Espérance à l'aumônerie du Centre hospitalier Princesse-Grace.

### Mouvements
De nombreux mouvements sont présents à Monaco comme les Entrepreneurs et dirigeants chrétiens, ou le groupe du renouveau charismatique El Shaddai et le groupe pour couples chrétiens, Couples for Christ, qui sont des lieux de rassemblement de la communauté catholique philippine.
On retrouve à Monaco différents ordres de chevaliers : l'ordre souverain de Malte, l'ordre équestre du Saint-Sépulcre de Jérusalem ainsi que les chevaliers pontificaux.

### Jeunesse
Différents mouvements de jeunesse existent à Monaco, comme les Jeunesses catholiques de Sainte-Dévote, le patronage diocésain du F.A.R (Foi, Action, Rayonnement) , ou les Scouts et Guides de Monaco , rattachés à l'organisation mondiale du mouvement scout.

### Éducation
Depuis juin 1999, l'enseignement catholique diocésain de Monaco a la tutelle de l'enseignement privé sous contrat catholique en Principauté. Il résulte de la fusion de l’Institution Saint-Maur et du Collège Franciscain. L'Institution François d’Assise – Nicolas Barré (F.A.N.B.), de l'école primaire au lycée, assume ainsi le nom du Fondateur des Franciscains, Saint François d’Assise, et de la Congrégation des Sœurs de l’Enfant Jésus, le Bienheureux Nicolas Barré, leur fondateur. Les établissements de l’Enseignement Catholique de Monaco, jouissent d’une grande autonomie, ce qui leur permet de s’adapter efficacement aux spécificités locales.
La première école primaire pour filles est ouverte à Monaco-Ville le 7 avril 1862 par les Dames de Saint-Maur, de la Congrégation des Sœurs de l’Enfant-Jésus. Le 10 décembre 1891, le pensionnat des Dames de Saint-Maur est déménagé à l’intérieur d’un nouveau bâtiment construit à cet effet, l’actuel bâtiment à Monaco-Ville de François d’Assise – Nicolas Barré, sis 11, rue Princesse Marie de Lorraine. Le Collège franciscain remonte à l'ouverture officielle du « Collège Séraphique » par les Franciscains, le 2 juillet 1883. Il servait de petit séminaire franciscain à Monte-Carlo, dans le bâtiment actuel de François d’Assise – Nicolas Barré, 11 avenue Roqueville.

## Églises et sanctuaires

### Églises
Monaco compte une cathédrale, la cathédrale Notre-Dame-Immaculée, six églises, et de nombreuses chapelles, dont la chapelle palatine Saint Jean-Baptiste. Plusieurs chapelles existent à la Résidence du Cap-Fleur, au Centre Rainier III et au Centre hospitalier Princesse-Grace, au sein de l'aumônerie catholique.

Eglises de Monaco
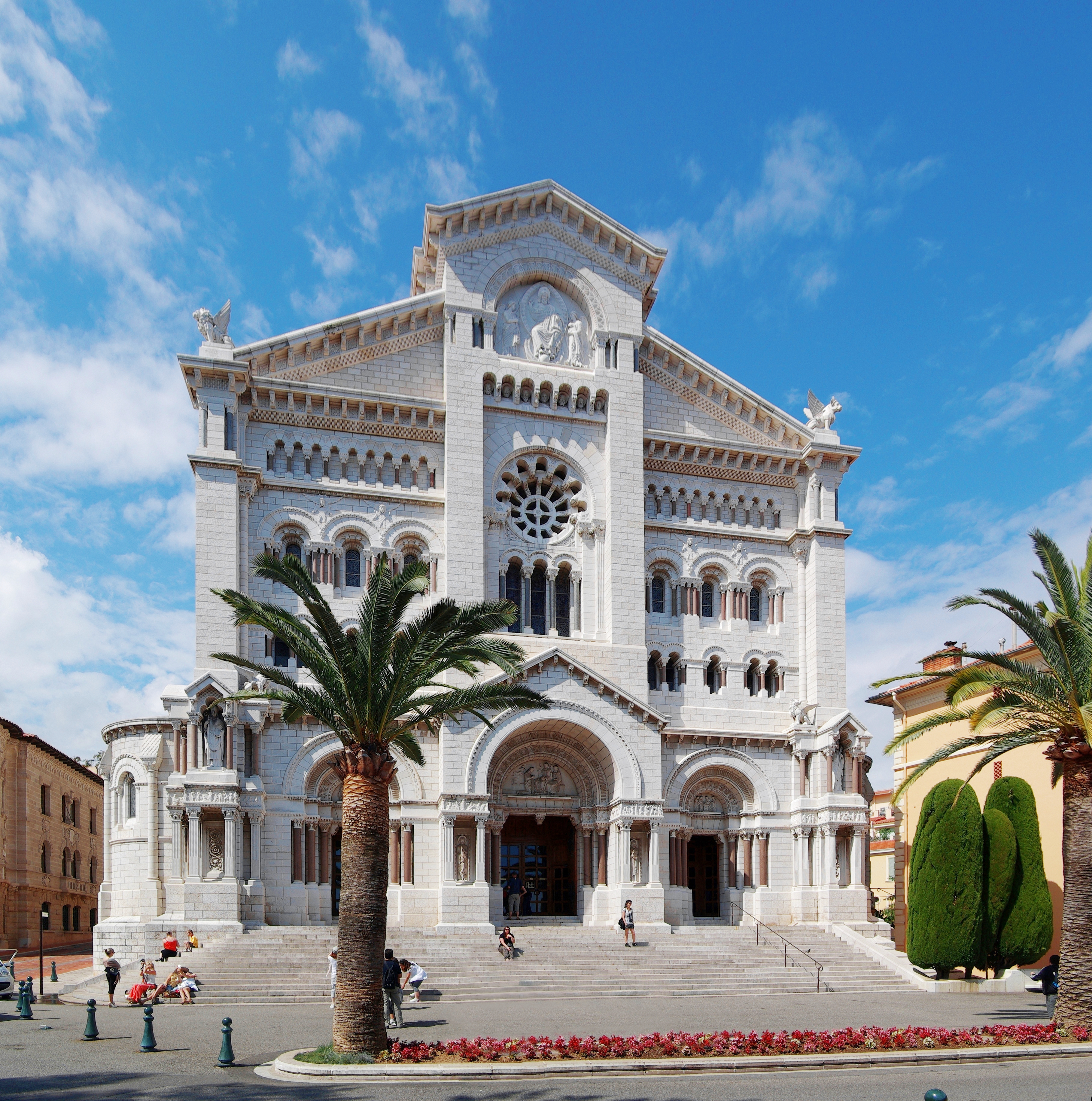
Cathédrale Notre-Dame-Immaculée
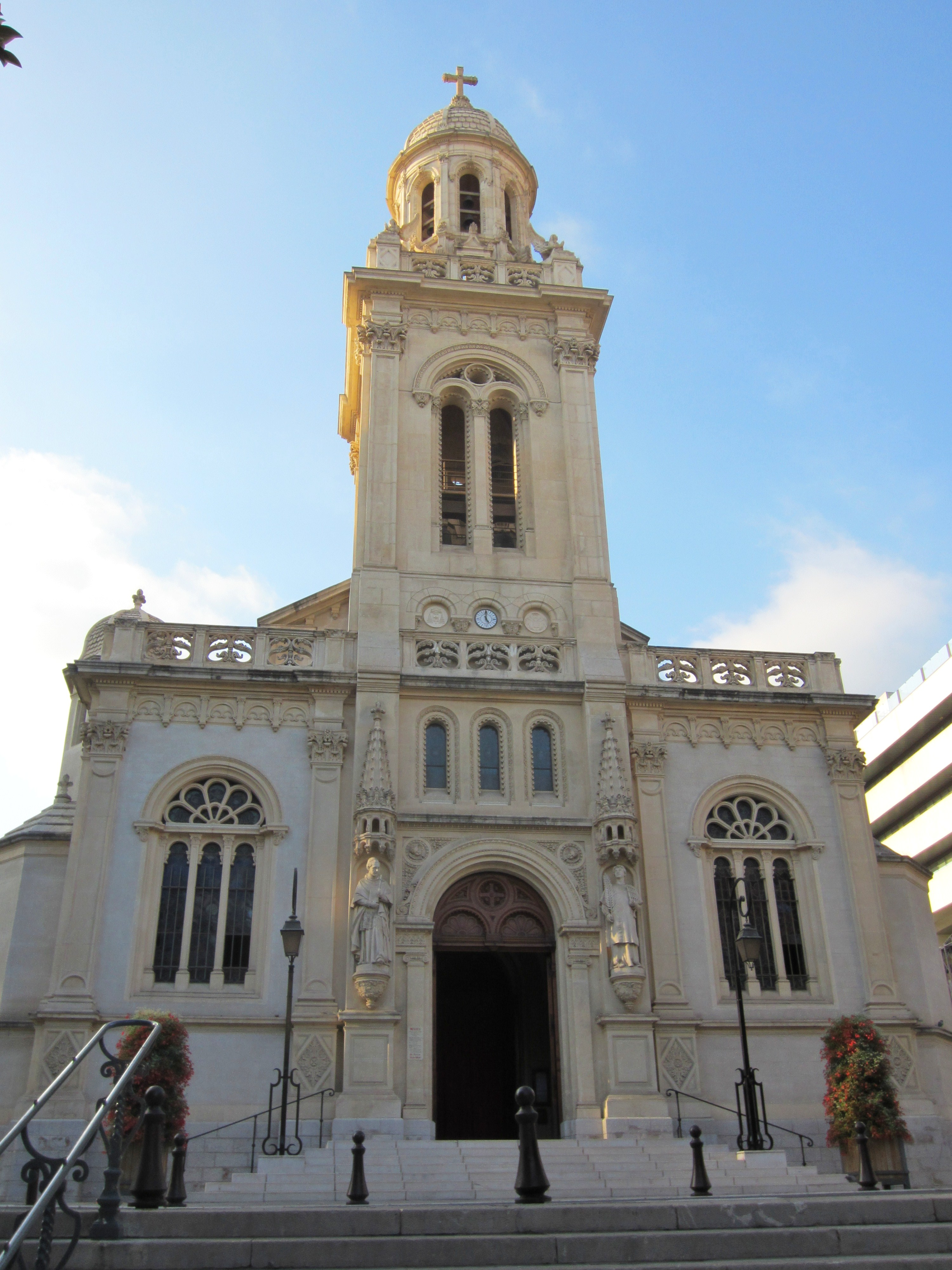
Église Saint-Charles
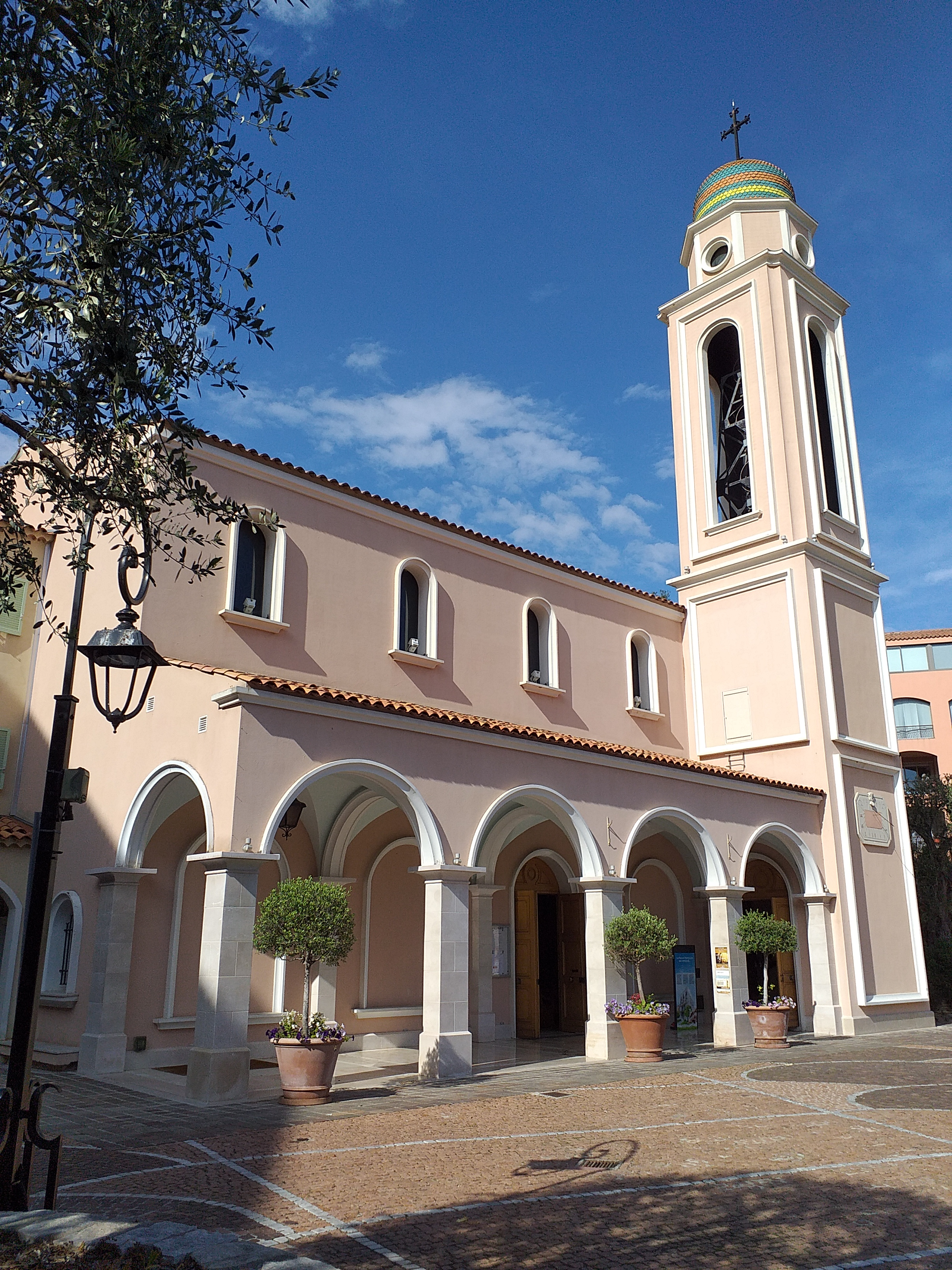
Église Saint-Nicolas
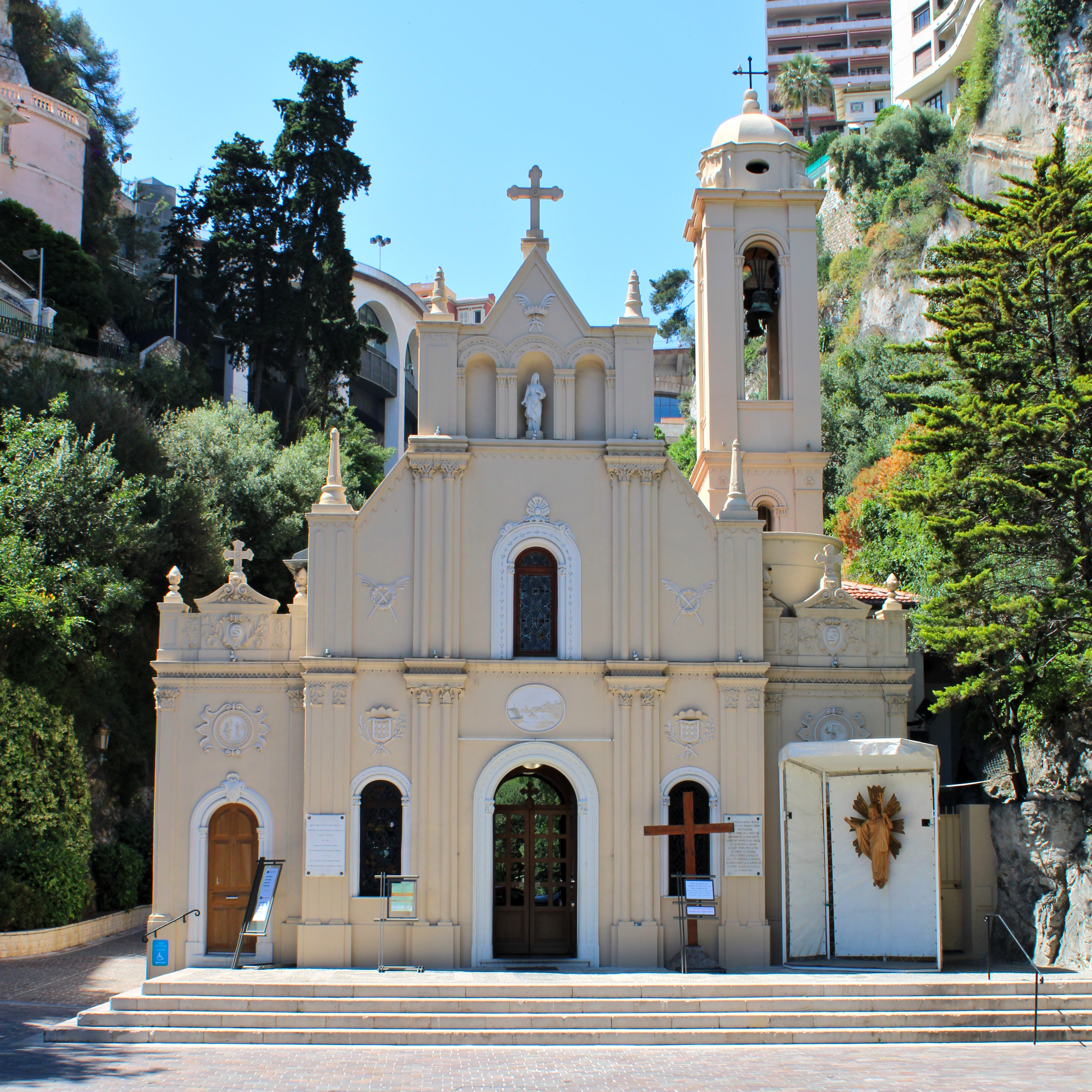
Église Sainte-Dévote
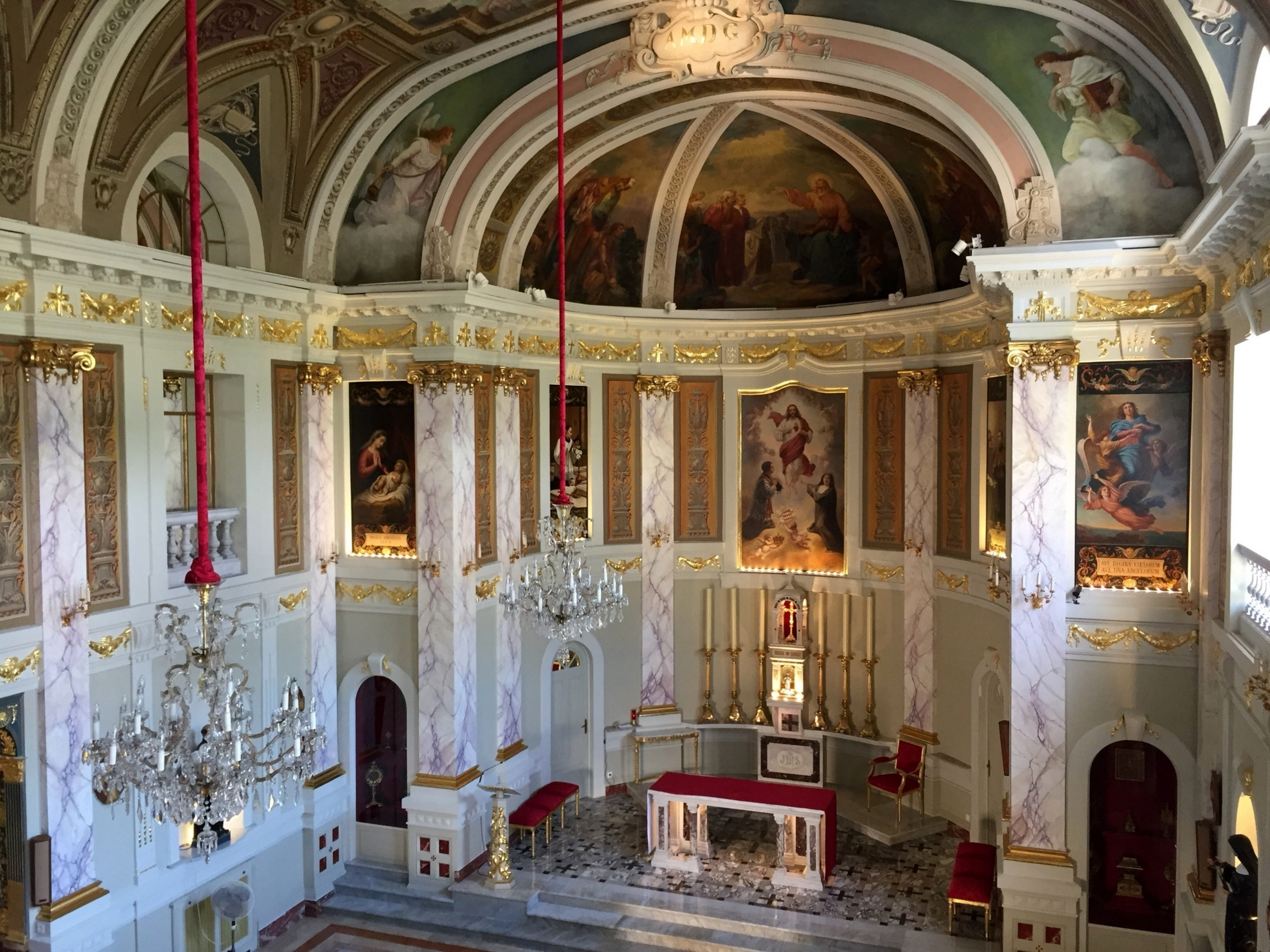
Église du Sacré-Cœur

Chapelles de Monaco
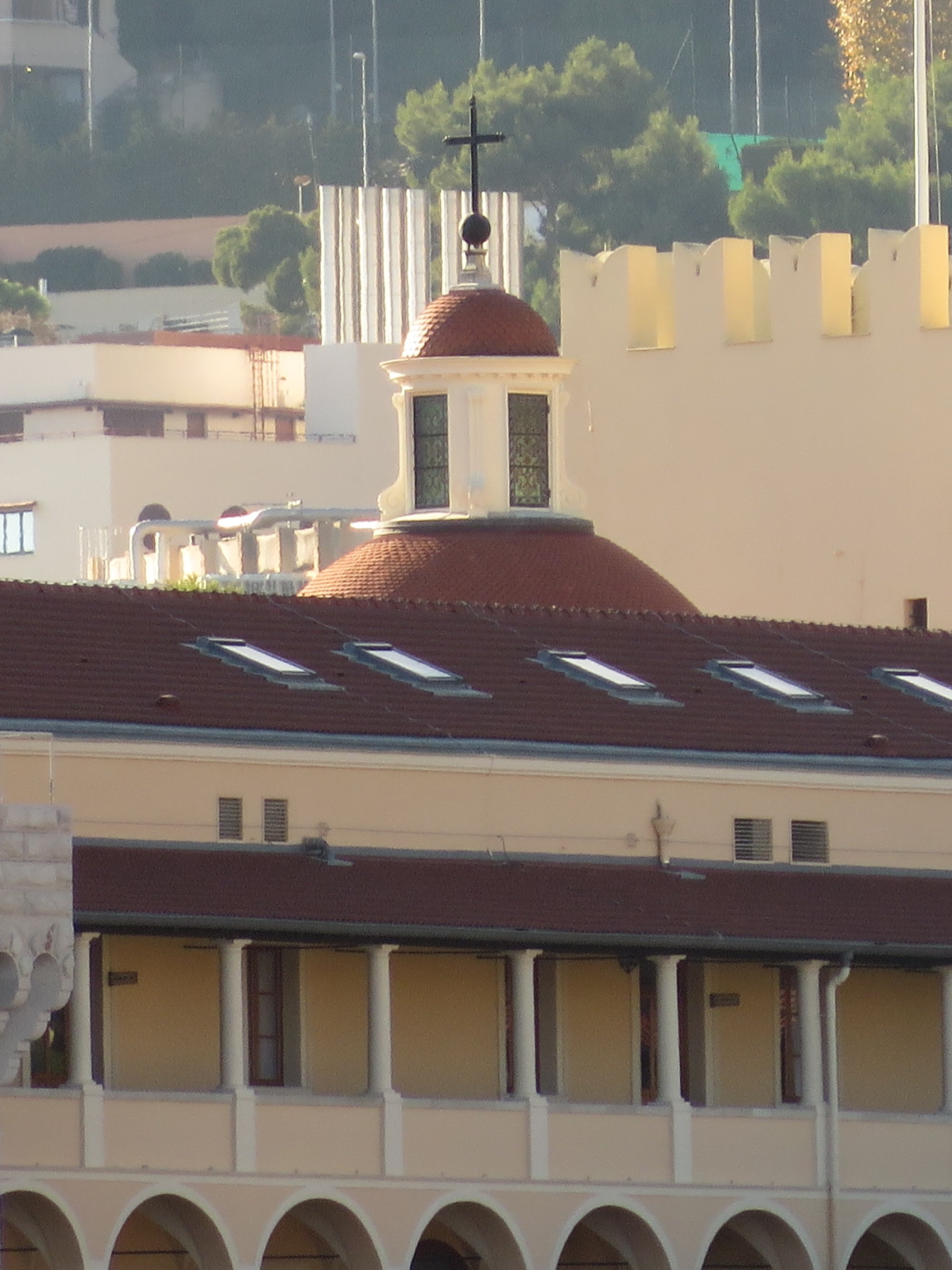
Chapelle palatine Saint-Jean-Baptiste.
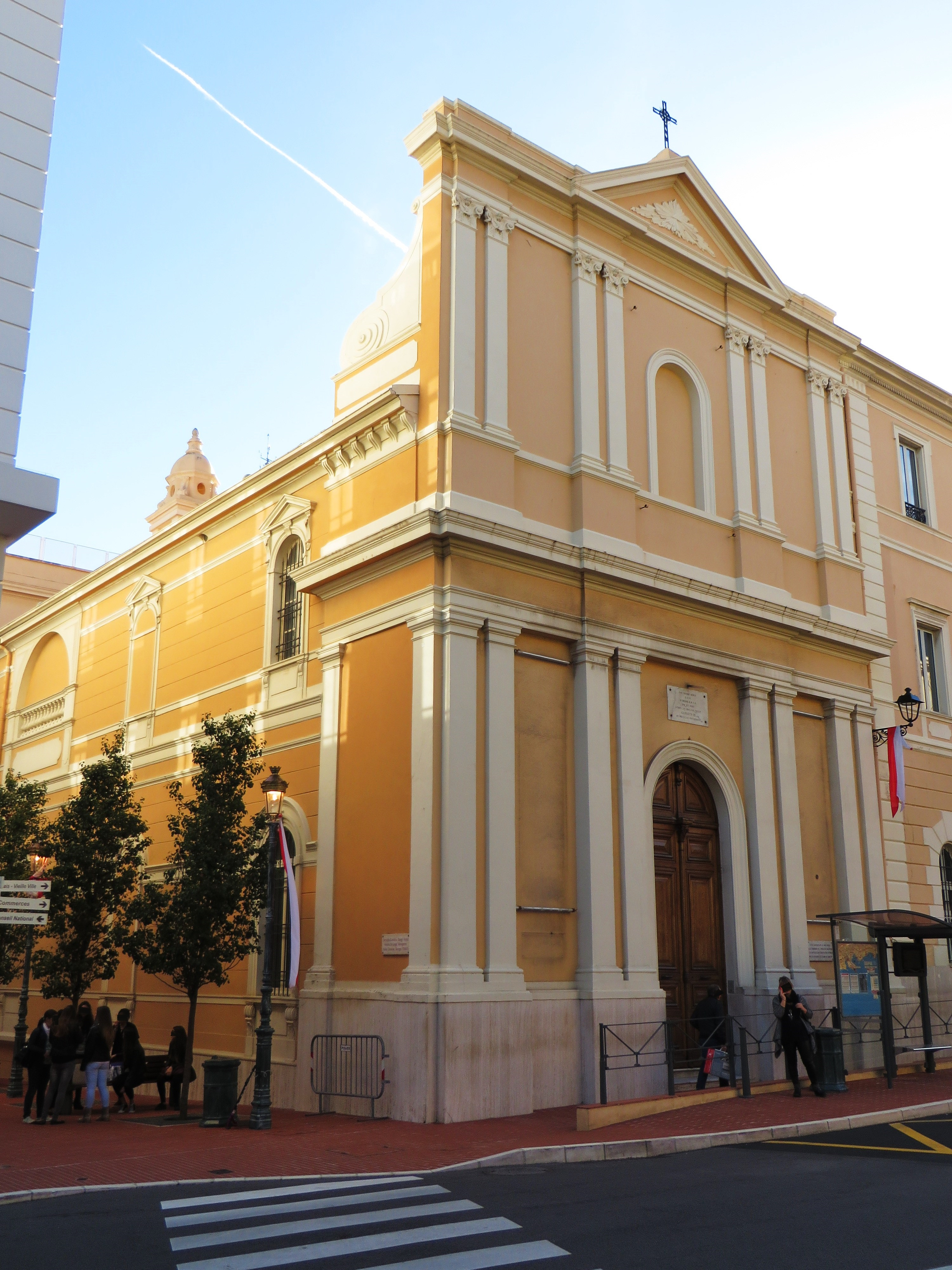
Chapelle de la Visitation
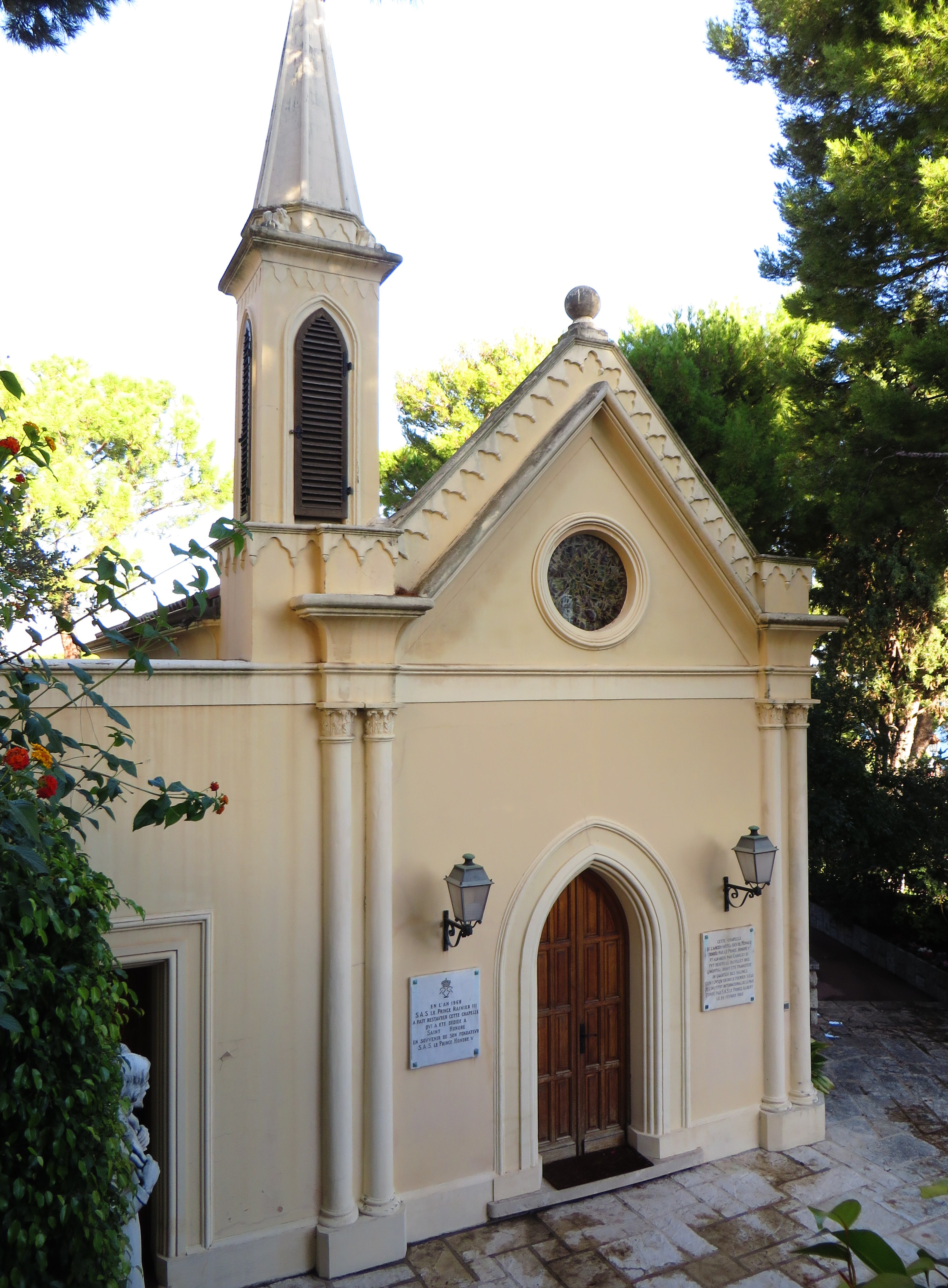
Chapelle Saint-Honoré
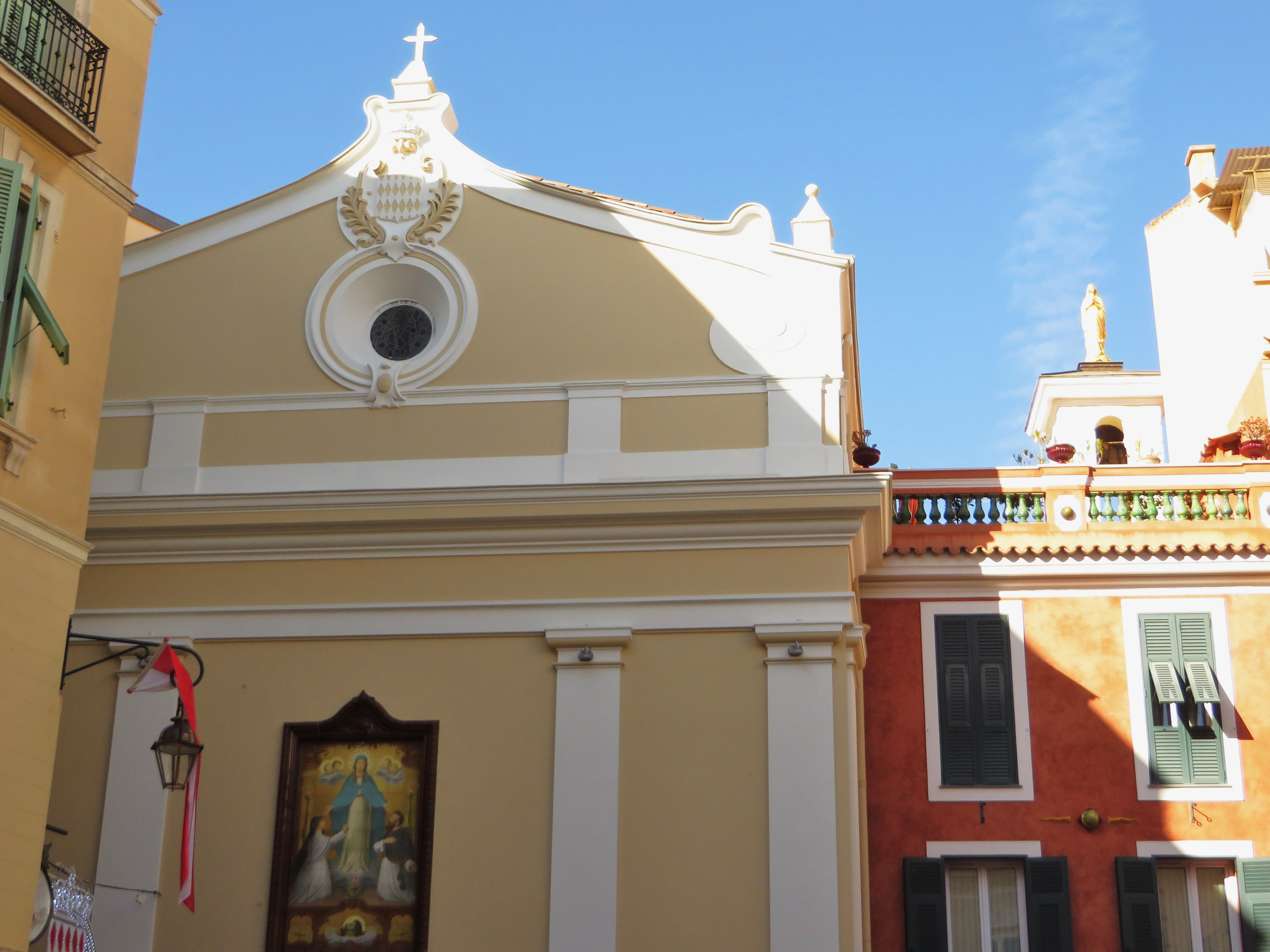
Chapelle de la Miséricorde

### Sanctuaires

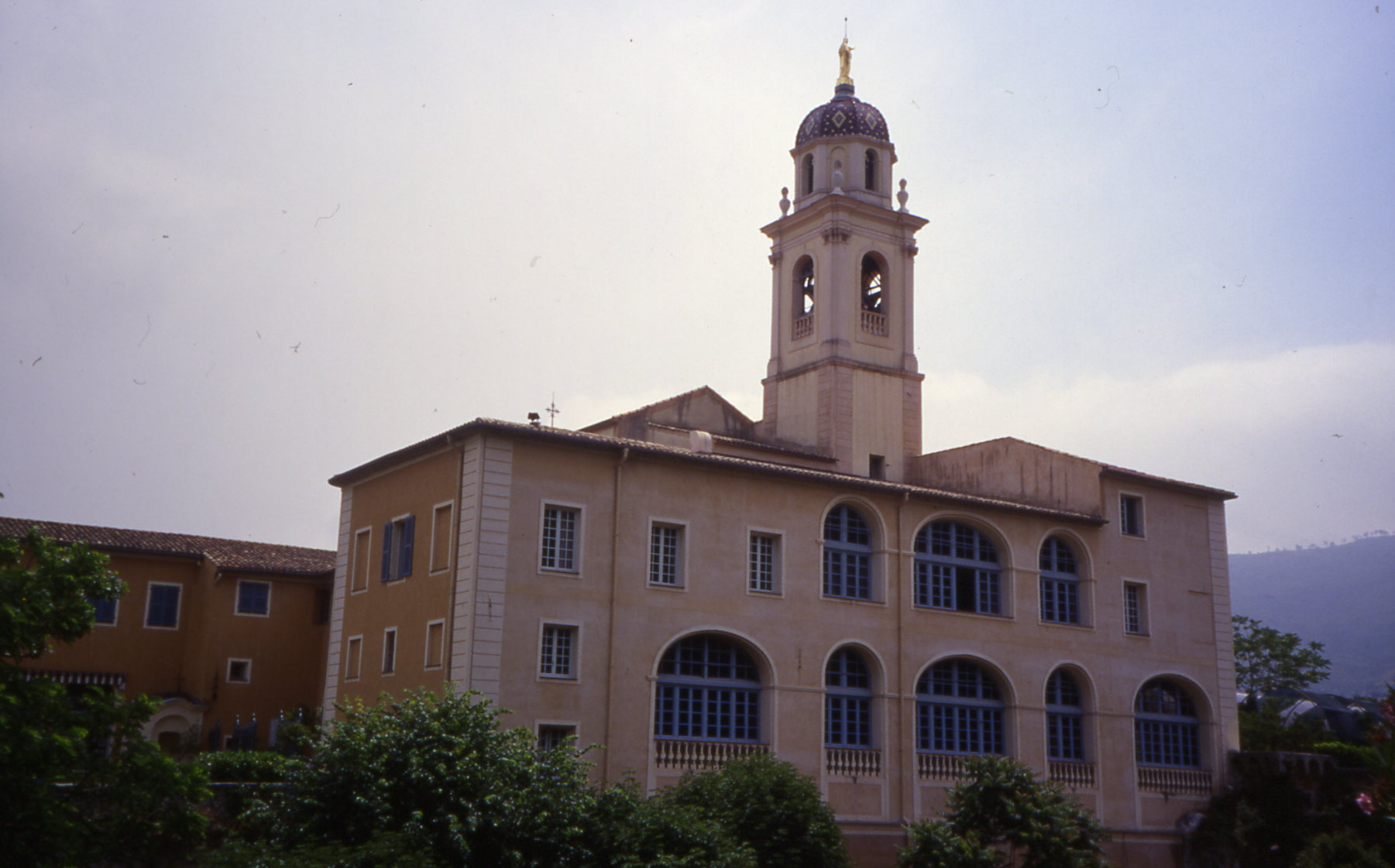
Le Sanctuaire de Notre-Dame de Laghet se situe entre Nice et Monaco.

Deux sanctuaires proches sont liés à l'Église à Monaco, bien que n'étant pas directement sur le territoire actuel de la Principauté.
Le sanctuaire de Laghet est lié à Monaco depuis sa fondation. Hyacinthe Casanova, habitant de Monaco, atteinte d'une maladie incurable, qui aurait été le premier miraculé de Laghet, en 1652. Une autre femme, aussi de Monaco, aurait obtenu par l'intercession de la Vierge de Laghet, la libération de son fils, captif ses Sarrasins, qui pillaient régulièrement la côte. Le 20 janvier 1689, le prince Louis Ier choisit le sanctuaire de Laghet pour recevoir le cordon de chevalier de l'ordre du Saint-Esprit, auquel il a été nommé par Louis XIV. Au XIXe siècle, des pèlerins affluent spontanément pour demander la rétablissement du prince Charles III le 8 octobre 1876, et un pèlerinage d'action de grâce est organisé pour rendre grâce pour la faveur obtenu: 4 000 pèlerins affluent donc vers Laghet le 28 avril 1878. Plus récemment, après la Seconde Guerre mondiale, le 17 juin 1945, un pèlerinage national est placé sous le haut patronage du prince Louis II, pour rendre grâce d'avoir "échapp[é] miraculeusement aux terribles calamités que d'autres régions ont connues". Actuellement, le Diocèse organise chaque premier samedi du mois une Messe pour les vocations au Sanctuaire.
De style néo-roman, l'église Saint-Joseph de Beausoleil dépend pastoralement de l'Église à Monaco, au sein de la paroisse du Saint-Esprit. Construite à partir de 1913 sous l’impulsion de l’abbé Ubald Luchetti et inaugurée en 1923, l’église constitue l’unique sanctuaire dédié à saint Joseph sur la Côte d'Azur. La Saint-Joseph, célébrée le 19 mars à l’occasion de la fête patronale, perpétue la traditionnelle distribution des petits pains bénis, en signe de partage.

## Traditions

### Sainte Dévote

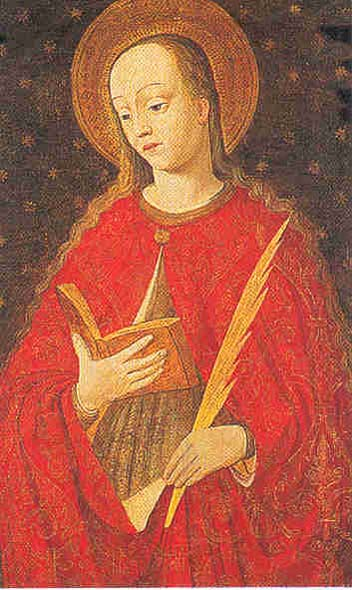
Sainte Dévote est la sainte patronne de Monaco. Fêtée le 27 janvier en Principauté, elle a aussi donné son nom au célèbre premier virage du circuit de Monaco, où se court depuis 1950 le Grand Prix automobile de Monaco.

Les festivités débutent dès le 26 janvier au soir par l'accueil des reliques de sainte Dévote, et l'embrasement d'une barque, en mémoire de celle des pirates qui avaient voulu dérober les reliques de la sainte. Pour clore la soirée, un feu d'artifice est tiré depuis la digue du port. Le lendemain matin, une messe solennelle est célébrée en la cathédrale, puis les reliques sont portées en procession à travers les rues du Rocher avec trois arrêts pour bénir le Palais, la ville, et la mer. Le traditionnel banquet de la Sainte-Dévote est ensuite offert par le Palais au clergé monégasque.

### Fête du Prince
Le jour de la fête nationale, une messe solennelle est célébrée en la cathédrale. En présence du prince souverain et de sa famille, des hautes autorités de l'État, des ambassadeurs accrédités, cette célébration s'achève par le chant du Te Deum et de la Prière pour le prince : Domine, salvum fac Principem nostrum Albertum et exaudi nos in die qua invocaverimus te (Seigneur, accorde ton salut à notre prince Albert et écoute nos prières en ce jour où nous t'invoquons). La fête est fixée au jour du saint patron du prince; le prince Albert a souhaité conserver la date du 19 novembre, fête de saint Rainier, saint patron de son père, plutôt que de déplacer la fête à la date voisine du 15 novembre, fête de saint Albert.

### Procession du Christ-Mort
Depuis 1639, la procession du Christ-Mort est organisée par la vénérable archiconfrérie de Notre-Dame de la Miséricorde, grâce à un privilège accordé par le prince Honoré II. Celle-ci a lieu le soir du Vendredi saint à 20h30. Les Pénitents costumés représentent les principales scènes du Calvaire à travers les rues du Rocher au chant du Miserere. La procession traverse la place du Palais pour se rendre ensuite à la cathédrale où une homélie de circonstance est prononcée, suivie d'une bénédiction avec les reliques de la véritable Croix. Selon un usage antique, des galettes, pétries avec de la pâte sans levain, portant les empreintes de la croix de Golgotha, rappellent le pain azyme que le Christ a partagé avec ses disciples à la dernière Cène. Une fois bénies, elles sont offertes aux dignitaires de la Confrérie ainsi qu'aux principales notabilités du pays.

### Lebatafoegude la Saint Jean
En Principauté un le "batafoegu" (feu de joie) est allumé le 23 juin au soir sur la place du Palais et dans la nuit du 24 juin sur la place des Moulins. Des groupes folkloriques dont la Palladienne de Monaco animent ces deux soirées autour d'un feu. Ces soirées sont organisées par le Saint Jean Club et la Mairie de Monaco. Les "batafoegu" sont précédés de la célébration de la messe, dans la chapelle du Palais Princier et dans l’église Saint-Charles au quartier des Moulins.

### Le festin de la Saint Roman
Le jour de la Saint-Roman, une messe solennelle est célébrée en la cathédrale. Le comité des fêtes de la Saint Roman organise dès la fin du mois de juillet jusqu'au début du mois d'août, avec le soutien de la Mairie de Monaco, des festivités dont le banquet après la messe au jour de sa fête est le point d'orgue.